# Deutscher Filmpreis/Bester Nachwuchsdarsteller
Gewinner des Deutschen Filmpreises in der Kategorie Bester Nachwuchsdarsteller. Die Kategorie wurde 1952 und zuletzt im Jahr 1973 ausgelobt. 
| Jahr       | Preisträger          | Filmtitel                         | Preis                |
| ---------- | -------------------- | --------------------------------- | -------------------- |
| 1952       | Jan Hendriks         | Sündige Grenze                    | Silberne Dose        |
| 1953       | Claus Biederstaedt   | Die große Versuchung              | Filmband in Gold     |
| 1954– 1955 | Preis nicht vergeben | Preis nicht vergeben              | Preis nicht vergeben |
| 1956       | Horst Buchholz       | Himmel ohne Sterne                | Filmband in Silber   |
| 1957       | Preis nicht vergeben | Preis nicht vergeben              | Preis nicht vergeben |
| 1958       | Mario Adorf          | Nachts, wenn der Teufel kam       | Filmband in Gold     |
| 1959       | Robert Graf          | Wir Wunderkinder                  | Filmband in Silber   |
| 1960       | Götz George          | Jacqueline                        | Filmband in Silber   |
| 1961       | Christian Doermer    | Flucht nach Berlin                | Filmband in Gold     |
| 1962       | Preis nicht vergeben | Preis nicht vergeben              | Preis nicht vergeben |
| 1963       | Michael Hinz         | Das Feuerschiff                   | Filmband in Gold     |
| 1964       | Fritz Wepper         | Kennwort: Reiher                  | Filmband in Gold     |
| 1965       | Gerd Baltus          | Wälsungenblut                     | Filmband in Gold     |
| 1966       | Bruno Dietrich       | Es                                | Filmband in Gold     |
| 1967       | Preis nicht vergeben | Preis nicht vergeben              | Preis nicht vergeben |
| 1968       | Werner Enke          | Zur Sache, Schätzchen             | Filmband in Gold     |
| 1969       | Wolfgang Schneider   | Ich bin ein Elefant, Madame       | Filmband in Gold     |
| 1970– 1971 | Preis nicht vergeben | Preis nicht vergeben              | Preis nicht vergeben |
| 1972       | Claus Theo Gärtner   | Zoff                              | Filmband in Gold     |
| 1972       | Malte Thorsten       | Liebe ist nur ein Wort            | Filmband in Gold     |
| 1973       | Paul Neuhaus         | Der Stoff aus dem die Träume sind | Filmband in Gold     |